# Albumcover
Et albumcover er det yderste omslag på plade. Udtrykket gælder for:
1. det trykte papomslag til grammofonplader: 10 eller 12 tommer 78-plader, singleplade og 12 tommer LP’er og "45" plader
2. det trykte indmad i en CD-pakning
3. det billede der følger et digitalt download af et helt album eller dets enkelte spor.

Et albumcover tjener tre formål:
1. at annoncere og identificere musikindholdet
2. at formidle udøverens kunstneriske intention
3. at gengivelser af værket, kan danne anvendes som et salgsfremmende indsats for produktet, og forbindes med det via et identificerbart billede.

- Wikimedia Commons har flere filer relateret til Albumcover

| Musik | Spire Denne musikartikel er en spire som bør udbygges. Du er velkommen til at hjælpe Wikipedia ved at udvide den. |